# Sérévillers
Sérévillers är en kommun i departementet Oise i regionen Hauts-de-France i norra Frankrike. Kommunen ligger i kantonen Breteuil som tillhör arrondissementet Clermont. År 2022 hade Sérévillers 133 invånare.

## Befolkningsutveckling
Antalet invånare i kommunen Sérévillers
| Referens: INSEE |